# Mère et fils (film, 1997)
Pour l’article homonyme, voir Mère et Fils.
Pour plus de détails, voir Fiche technique et Distribution.
Mère et Fils (russe : Мать и сын) est un film russe réalisé par Alexandre Sokourov, sorti en 1997.

## Synopsis
Un fils s'occupe de sa mère mourante.

## Fiche technique
- Titre : Mère et Fils
- Titre original : Мать и сын
- Réalisation : Alexandre Sokourov
- Scénario : Iouri Arabov
- Photographie : Alekseï Fedorov
- Direction artistique : Vera Zelinskaïa (ru), Ester Ritterbusch
- Son : Vladimir Persov (ru), Martin Steier
- Montage : Leda Semionova
- Production : ZERO FILM, Severny Fond, Roskomkino, Lenfilm
- Pays d'origine : Russie
- Format : Couleurs - 1,66:1 - Dolby - 35 mm
- Genre : Drame
- Durée : 73 minutes
- Date de sortie : 1997

## Distribution
- Aleksei Ananichnov : fils
- Gudrun Gueyer : mère